# Нидерланды на «Евровидении-1994»
Нидерланды принимали участие в тридцать девятом выпуске телевизионного конкурса Евровидение-1994, который состоялся 30 апреля в театре Пойнт в Дублине, Ирландия. Страну представляла певица Виллеке Альберти с песней Waar is de zon? («Где солнце?»), написанной Эдвином Шимшеймером и Коотом ван Дуйсбургом. По итогам голосования она заняла 23-е место из 25, набрав всего 4 очка. Этот результат привёл к вылету Нидерландов из состава участников Евровидение-1995 и понижению их до статуса «пассивного участника». Поэтому, Waar is de zon? стала предшественницей нидерландской заявки на Евровидение-1996 De eerste keer, исполненной Максин и Франклином Брауном. Конкурс был показан NOS на канале Nederland 3 с комментариями Виллема ван Бёйскома. Глашатаем был Йооп ван Ос.

## До «Евровидения»

### Национальный финал
Нидерландский телевещатель NOS отвечает за организацию выбора нидерландской заявки на конкурс Евровидение с 1956 года, когда Нидерланды были одной из семи стран, участвовавших в первом выпуске. NOS использовали различные методы отбора, будь то внутренний отбор, национальный финал или смешанный отбор, когда артист был утверждён внутри телекомпании, а песню выбирала вся страна или наоборот. Для участия на Евровидение-1994 телевещатель использовал процедуру смешанного отбора, апробированную годом ранее. Как и в 1993 году артист был утверждён внутри телекомпании. Выбор вещателя пал на Виллеке Альберти, известную в стране певицу, чья карьера активно развивалась в 1960-х и 1980-х годах. Соответственно, выбор песни был организован через национальный финал, который состоялся 26 марта в театре Гааги. Ведущим был Пауль де Лёйв. Альберти исполнила восемь песен, которые были отобраны комиссией, куда входили сама певица и Рут Джакотт, представительница Нидерландов на Евровидение-1993. Победная песня была определена путём голосов жюри от каждой из 12 провинций.
| Порядковый номер | Название песни    | Автор(ы)                                    | Очки | Место |
| ---------------- | ----------------- | ------------------------------------------- | ---- | ----- |
| 1                | Zonder jou        | Бен Дроссерс, Анджело Смулдерс              | 56   | 4     |
| 2                | Champagne         | Пим Коопман, Жероен Энглеберт               | 47   | 6     |
| 3                | Dromen            | Петер ван Астен, Меке Мельгерс              | 55   | 5     |
| 4                | Laat ons dansen   | Петер ван Астен, Пауль де Лёйв              | 37   | 8     |
| 5                | Tussen jou en mij | Йохем Флюитсма, Эрик ван Тейн, Ганс ван Пол | 57   | 3     |
| 6                | Zomaar een dag    | Кор Баккер, Дирк Кайзер, Пауль де Лёйв      | 78   | 2     |
| 7                | Déjà vu           | Пим Коопман, Жероен Энглеберт               | 47   | 6     |
| 8                | Waar is de zon?   | Эдвин Шимшеймер, Коот ван Дуйсбург          | 91   | 1     |

## На «Евровидении»
В 1993 году в связи с распадом Советского Союза, Югославии и роспуском Организации Варшавского договора Европейским вещательным союзом было введено правило относительно квалификации стран-участниц. Согласно нему страны, занявшие последние семь мест, не допускались к участию в конкурсе следующего года. Альберти выступала под номером 13, между Мальтой и Германией. В конце голосования она заняла лишь 23-е место из 25, набрав всего 4 очка, все из которых поступили от Австрии. Этот результат привёл к вылету Нидерландов из состава участников Евровидение-1995 и понижению их до статуса «пассивного участника». Также это был первый раз, когда страна пропускала Евровидение по причине плохого результата. Нидерландское жюри присудило 12 очков стране-победительнице, Ирландии и 5 очков России. Россия не присудила Нидерландам ни одного очка. Гарри ван Гооф был дирижёром во время исполнения нидерландской заявки. Это также был последний раз, когда он участвовал в качестве дирижёра.

### Голосование
| Очки      | Страна  |
| --------- | ------- |
| 12 баллов |         |
| 10 баллов |         |
| 8 баллов  |         |
| 7 баллов  |         |
| 6 баллов  |         |
| 5 баллов  |         |
| 4 балла   | Австрия |
| 3 балла   |         |
| 2 балла   |         |
| 1 балл    |         |

| Очки      | Страна         |
| --------- | -------------- |
| 12 баллов | Ирландия       |
| 10 баллов | Венгрия        |
| 8 баллов  | Польша         |
| 7 баллов  | Норвегия       |
| 6 баллов  | Швеция         |
| 5 баллов  | Россия         |
| 4 балла   | Германия       |
| 3 балла   | Португалия     |
| 2 балла   | Великобритания |
| 1 балл    | Мальта         |